# Simona Hösl
Simona Hösl, née le 11 juin 1992 à Berchtesgaden, est une skieuse alpine allemande.

## Biographie
Dès sa première saison en 2007-2008, elle prend part à la Coupe d'Europe, montant sun son premier podium en 2010. Elle est quatrième du slalom des Championnats du monde junior 2010.
Elle fait ses débuts en Coupe du monde en décembre 2010 à Semmering. Deux ans plus tard, elle marque ses premiers points au slalom géant de Courchevel avec une vingtième place. Elle a aussi obtenu en 2012 le titre de championne d'Allemagne de slalom géant.
Elle n'obtient pas mieux comme meilleur résultat et se retire en 2016.

## Palmarès

### Coupe du monde
- Meilleur classement général : 99e en 2013.
- Meilleur résultat : 20e.

#### Différents classements en Coupe du monde
| Saison / Épreuve | Saison / Épreuve | Général | Général | Slalom géant | Slalom géant |
| ---------------- | ---------------- | ------- | ------- | ------------ | ------------ |
| Saison / Épreuve | Saison / Épreuve | Class.  | Points  | Class.       | Points       |
| 2013             | 2013             | 99e     | 15      | 41e          | 15           |
| 2015             | 2015             | 117e    | 4       | 50e          | 4            |
| 2016             | 2016             | 123e    | 5       | 53e          | 5            |

### Coupe d'Europe
- 4e en 2011 et 2012.
- 12 podiums, dont 2 victoires en slalom géant.

### Championnats d'Allemagne
- Championne du combiné en 2015.
- Championne du slalom géant en 2012.